# Dolopus
Dolopus is een vliegengeslacht uit de familie van de roofvliegen (Asilidae).

## Soorten
- D. genitalis (Hardy, 1920)
- D. mirus Daniels, 1987
- D. rubrithorax (Macquart, 1838)
- D. silvestris Daniels, 1987
- D. simulans Daniels, 1987